# Lucy Gordon
Lucy Gordon, född 22 maj 1980 i Oxford, död 20 maj 2009 i Paris, var en brittisk skådespelare och fotomodell.
Gordon hittades död i sin Parislägenhet, 20 maj 2009, två dagar före sin 29:e födelsedag.

## Filmografi
- 1999 – 2point4 Children (TV-serie) (som Lampety Jones i avsnittet After the Fox)
- 2001 – Perfume som Sarah
- 2001 – Om ödet får bestämma som Caroline Mitchell
- 2002 – The Four Feathers som Isabelle
- 2005 – Förälskad, förvirrad som Celia Shelburn
- 2007 – Serial som Sadie Grady
- 2007 – Spider-Man 3 som Jennifer Dugan
- 2008 – Frost som Kate Hardwick
- 2008 – Brief Interviews with Hideous Men som liftare
- 2009 – Cinéman som Fernandels vän
- 2009 – Serge Gainsbourg, vie héroïque som Jane Birkin